# 592
592(오백구십이)는 591보다 크고 593보다 작은 자연수다.

## 수학
- 합성수로, 그 약수는 총 10개다. (1, 2, 4, 8, 16, 37, 74, 148, 296, 592)
  - 592의 진약수의 합은 586이므로, 592는 부족수다.

## 교통
- 유럽 고속도로 592호선: 러시아의 크라스노다르에서 즈허브가(영어판)까지 이어지는 유럽 고속도로.
- 홋카이도도 제592호선(일본어판): 홋카이도 몬베쓰군 엔가루정 내를 관통하는 일본의 도도.

## 문화재
- 대한민국의 보물 제592호: 허목수고본 및 허목 전서 3종

## 기타
- 연도: 592년, 기원전 592년